# آرثر مورغان (سياسي)
آرثر مورغان (بالإنجليزية: Arthur Morgan)‏ هو سياسي أيرلندي، ولد في 23 يوليو 1954 في جمهورية أيرلندا. حزبياً، نشط في شين فين. في الانتخابات العمومية الإيرلندية 2002 ‏، انتخب نائب دييل عن دائرة Louth (Dáil constituency) ‏ وقد انضم خلال فترته النيابية ‏ (6 يونيو 2002 – 26 أبريل 2007)  للكتلة البرلمانية شين فين وفي الانتخابات العمومية الأيرلندية 2007 ‏، انتخب نائب دييل عن دائرة Louth (Dáil constituency) ‏ وقد انضم خلال فترته النيابية ‏ (14 يونيو 2007 – 1 فبراير 2011)  للكتلة البرلمانية شين فين.